# Marcelo Cirino
Marcelo Cirino da Silva (Maringá, 22 gennaio 1992) è un calciatore brasiliano, attaccante del PSS Sleman.

## Caratteristiche tecniche
È un'ala destra.

## Carriera
Cresciuto nelle giovanili dell'Athl. Paranaense, ha esordito in prima squadra il 7 giugno 2009 in occasione del match di campionato perso 4-0 contro l'Atlético Mineiro.

## Palmarès

### Club

#### Competizioni internazionali
- J.League Cup / Copa Sudamericana Championship: 1

Athl. Paranaense: 2019